# Макарово (Кемеровская область)
Макарово — деревня в Тяжинском районе Кемеровской области. Входит в состав Чулымского сельского поселения.

## География
Центральная часть населённого пункта расположена на высоте 214 метров над уровнем моря.

## Население
По данным Всероссийской переписи населения 2010 года, в деревне Макарово проживает 63 человека (30 мужчин, 33 женщины).